# Iltiebanowo
Iltiebanowo (ros. Ильтебаново) – wieś (sieło) w Rosji, w Baszkortostanie, w rejonie uczalińskim. W 2010 liczyła 480 mieszkańców.